# رونان كاريلينو فالكياو
رونان كاريلينو فالكياو (بالبرتغالية: Ronan Carolino Falcão‏) (مواليد 7 مايو 1985 في غوابيميريم) لاعب كرة قدم غيني استوائي دولي يجيد اللعب في خط الدفاع . يلعب لصالح نادي أمريكا البرازيلي .

## روابط خارجية
- رونان كاريلينو فالكياو على موقع الاتحاد الدولي (مؤرشف)  (الإنجليزية)
- رونان كاريلينو فالكياو على موقع إي إس بي إن إف سي (الإنجليزية)
- رونان كاريلينو فالكياو على موقع قاعدة بيانات كرة القدم.إي يو (الإنجليزية)
- رونان كاريلينو فالكياو على موقع قاعدة بيانات كرة القدم.إي يو (الإنجليزية)
- رونان كاريلينو فالكياو على موقع ناشيونال فوتبول تيمز (الإنجليزية)